# 1882 في روسيا
فيما يلي قوائم الأحداث التي وقعت خلال عام 1882 في روسيا.

## ظهور
- 1 يناير – موت إيفان إيليتش رواية من تأليف ليو تولستوي.

## مواليد

### يناير
- 16 يناير – أرسترخ لنتولف فنان روسي.

### مارس
- 31 مارس – كورني تشوكوفسكي

### يونيو
- 13 يونيو – الدوقة الكبرى أولغا ألكسندروفنا من روسيا
- 17 يونيو – إيغور سترافينسكي

### يوليو
- 4 يوليو – ايمانويل فون دير فالن عالم فلك ألماني.
- 6 يوليو – فلاديمير ميخائيلوفيتش فيكنتييف

### أكتوبر
- 2 أكتوبر – بوريس شابوشنيكوف
- 8 أكتوبر – ألكسي جاستيف

## وفيات

### يونيو
- 10 يونيو – فاسيلي بيروف (مواليد 1834) رسام روسي.